# Ilburnia pilo
Ilburnia pilo är en insektsart som beskrevs av Frederick Arthur Godfrey Muir 1922. Ilburnia pilo ingår i släktet Ilburnia och familjen sporrstritar. Inga underarter finns listade i Catalogue of Life.